# غروب (فیلم ۲۰۰۷)
غروب (انگلیسی: Evening) فیلمی در ژانر درام است که در سال ۲۰۰۷ منتشر شد.

## بازیگران
- ونسا ردگریو
- کلر دینز
- تونی کولت
- ناتاشا ریچاردسون
- پاتریک ویلسون
- هیو دنسی
- مریل استریپ
- گلن کلوز
- میمی گامر
- آیلین اتکینز
- بری باستویک
- دیوید کال